# Егорьевский сельсовет (Оренбургская область)
Егорьевский сельсовет — сельское поселение в Сакмарском районе Оренбургской области Российской Федерации.
Административный центр — село Егорьевка.

## История
Статус и границы сельского поселения установлены Законом Оренбургской области от 2 сентября 2004 года № 1424/211-III-ОЗ «О наделении муниципальных образований Оренбургской области статусом муниципального района, городского округа, городского поселения, установлении и изменении границ муниципальных образований».

## Население
| 2010 | 2012 | 2013 | 2014 | 2015 | 2016 | 2017 |
| ---- | ---- | ---- | ---- | ---- | ---- | ---- |
| 835  | ↘828 | ↗842 | ↗860 | ↘850 | ↘819 | ↗827 |
| 2018 | 2019 | 2020 | 2021 |      |      |      |
| ↘820 | ↘805 | ↗813 | ↘802 |      |      |      |

## Состав сельского поселения
| № | Населённый пункт | Тип населённого пункта       | Население |
| - | ---------------- | ---------------------------- | --------- |
| 1 | Вознесенка       | село                         | 17        |
| 2 | Егорьевка        | село, административный центр | 460       |
| 3 | Искра            | село                         | 257       |
| 4 | Михайловка       | село                         | 64        |
| 5 | Херсонский       | посёлок                      | 37        |